# Perły
Perły (deutsch Perlswalde) ist ein Ort in der polnischen Woiwodschaft Ermland-Masuren, der zur Stadt- und Landgemeinde Węgorzewo (Angerburg) im Powiat Węgorzewski (Kreis Angerburg) gehört.

## Geographische Lage
Perły liegt im Nordosten der Woiwodschaft Ermland-Masuren, zehn Kilometer nordwestlich der Kreisstadt Węgorzewo. Nur zwei Kilometer nördlich befindet sich die polnisch-russische Staatsgrenze mit einem projektierten Übergang nach Krylowo (Nordenburg) in der Oblast Kaliningrad (Gebiet Königsberg (Preußen)).

## Geschichte

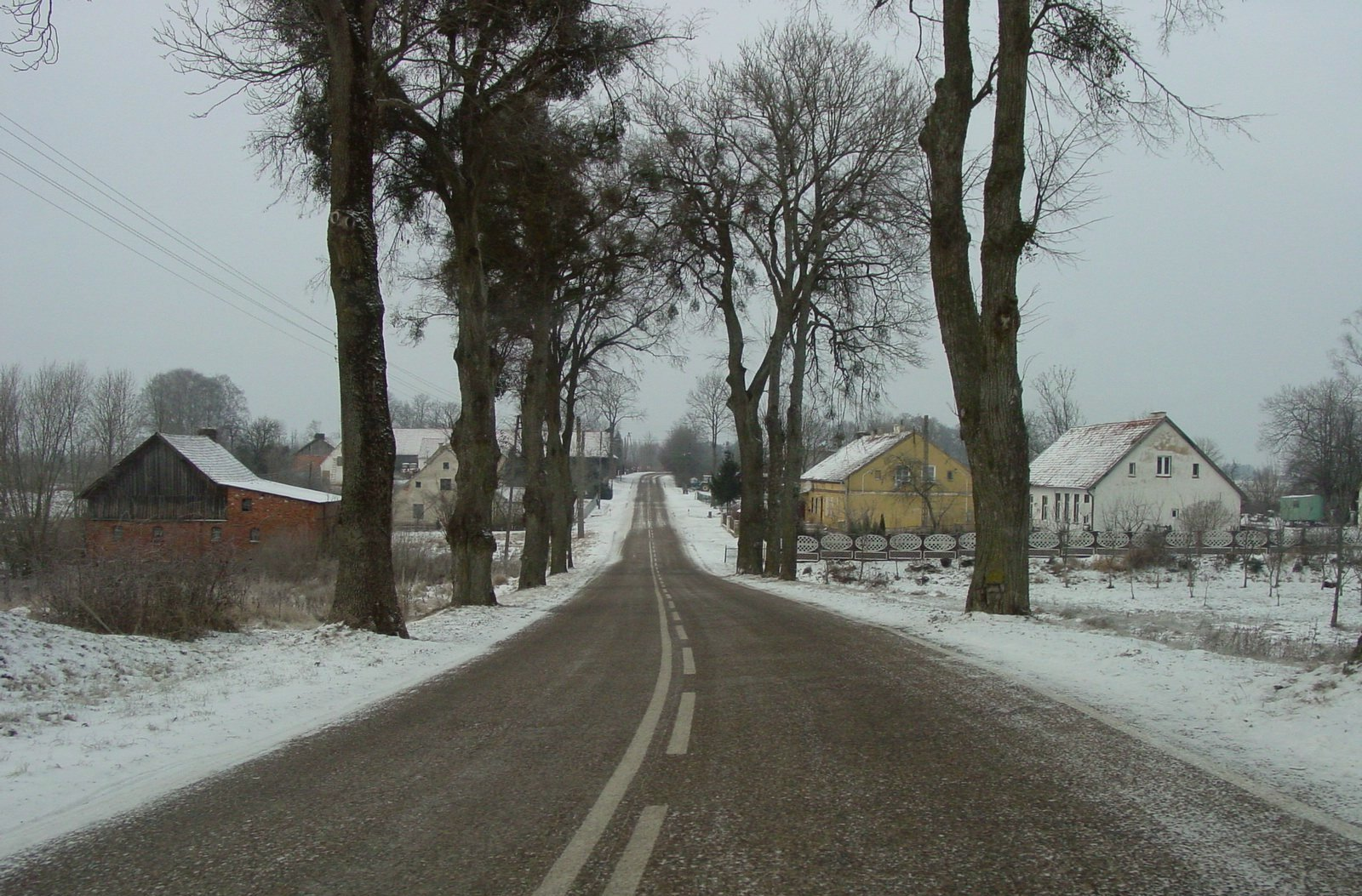
Die Landesstraße 63 als Ortsdurchfahrt durch das winterliche Perły (Perlswalde)

Im Jahre 1558 entstand das Dorf Alt Perlswalde mit seinem Gut und wurde an Sebastian Pörlein verliehen. Im 18. Jahrhundert war der Staats Eigentümer, und von ihm erwarb es 1772 die Familie von Boyen. Sie gründete 1788 das nördlich gelegene Dorf Neu Perlswalde.
Beide Orte wurden 1874 in den neu errichteten Amtsbezirk Brosowen (polnisch Brzozowo) eingegliedert, der zum Kreis Angerburg im Regierungsbezirk Gumbinnen der preußischen Provinz Ostpreußen gehörte.
Das heute im Privatbesitz befindliche Gebäude des Gutshauses stammt aus der Wende vom 19. zum 20. Jahrhundert und löste das 1714 erbaute alte Gutshaus ab.
Im Jahr 1910 waren 335 Einwohner in Alt Perlswalde (212) bzw. Neu Perlswalde (123) registriert. Die Gesamtzahl stieg bis 1933 auf 392 und betrug – nach der Vereinigung von Alt und Neu Perlswalde zur neuen Gemeinde Perlswalde am 1. April 1938 – zusammen 327.
Am 27. Januar 1939 wurde Perlswalde Amtsdorf und damit namensgebend für den jetzt aufgelösten Amtsbezirk Brosowen. Sechs Jahre später erfolgte in Kriegsfolge die Überstellung Perlswaldes nach Polen mit dem Erhalt der polnischen Namensform „Perły“. Heute ist der Ort Sitz eines Schulzenamtes (polnisch Sołectwo) und eine Ortschaft im Verbund der Stadt- und Landgemeinde Węgorzewo im Powiat Węgorzewski, vor 1998 der Woiwodschaft Suwałki, seither der Woiwodschaft Ermland-Masuren zugehörig.

### Amtsbezirk Perlswalde (1939–1945)
In Nachfolge des Amtsbezirks Brosowen war der Amtsbezirk Perlswalde Zeit seines Bestehens in zwei Gemeinden untergliedert:
| Name                 | Polnischer Name | Bemerkungen                          |
| -------------------- | --------------- | ------------------------------------ |
| Hartenstein (Ostpr.) | Brzozowo        | bis 1938 „Brosowen“                  |
| Perlswalde           | Perły           | bis 1938 „Alt-“ und „Neu Perlswalde“ |

## Religionen

### Evangelisch
Die Bevölkerung Perlswaldes war vor 1945 fast ausnahmslos evangelischer Konfession und war in das Kirchspiel der Kirche Engelstein im Kirchenkreis Angerburg in der Kirchenprovinz Ostpreußen der Kirche der Altpreußischen Union eingepfarrt. Seit 1945 gehören die nur noch wenigen evangelischen Kirchenglieder zur Kirchengemeinde in Węgorzewo (Angerburg), jetzt eine Filialgemeinde der Pfarrei in Giżycko (Lötzen) in der Diözese Masuren der Evangelisch-Augsburgischen Kirche in Polen.

### Katholisch
Vor 1945 waren die zahlenmäßig wenigen Katholiken der Kirche Zum Guten Hirten in Angerburg im Dekanat Masuren II (Sitz: Johannisburg, polnisch Pisz) im damaligen Bistum Ermland zugeordnet. Heute leben überwiegend katholische Kirchenglieder in Perły, wo man jetzt ein eigenes Gotteshaus, die „Kirche Zur Barmherzigkeit Gottes“ (Kościół Miłosierdzia Bożego) unterhält. Sie ist eine Filialkirche der Pfarrkirche St. Josef in Węgielsztyn im Dekanat Węgorzewo im jetzigen Bistum Ełk (Lyck) der Römisch-katholischen Kirche in Polen.

## Verkehr

### Straße

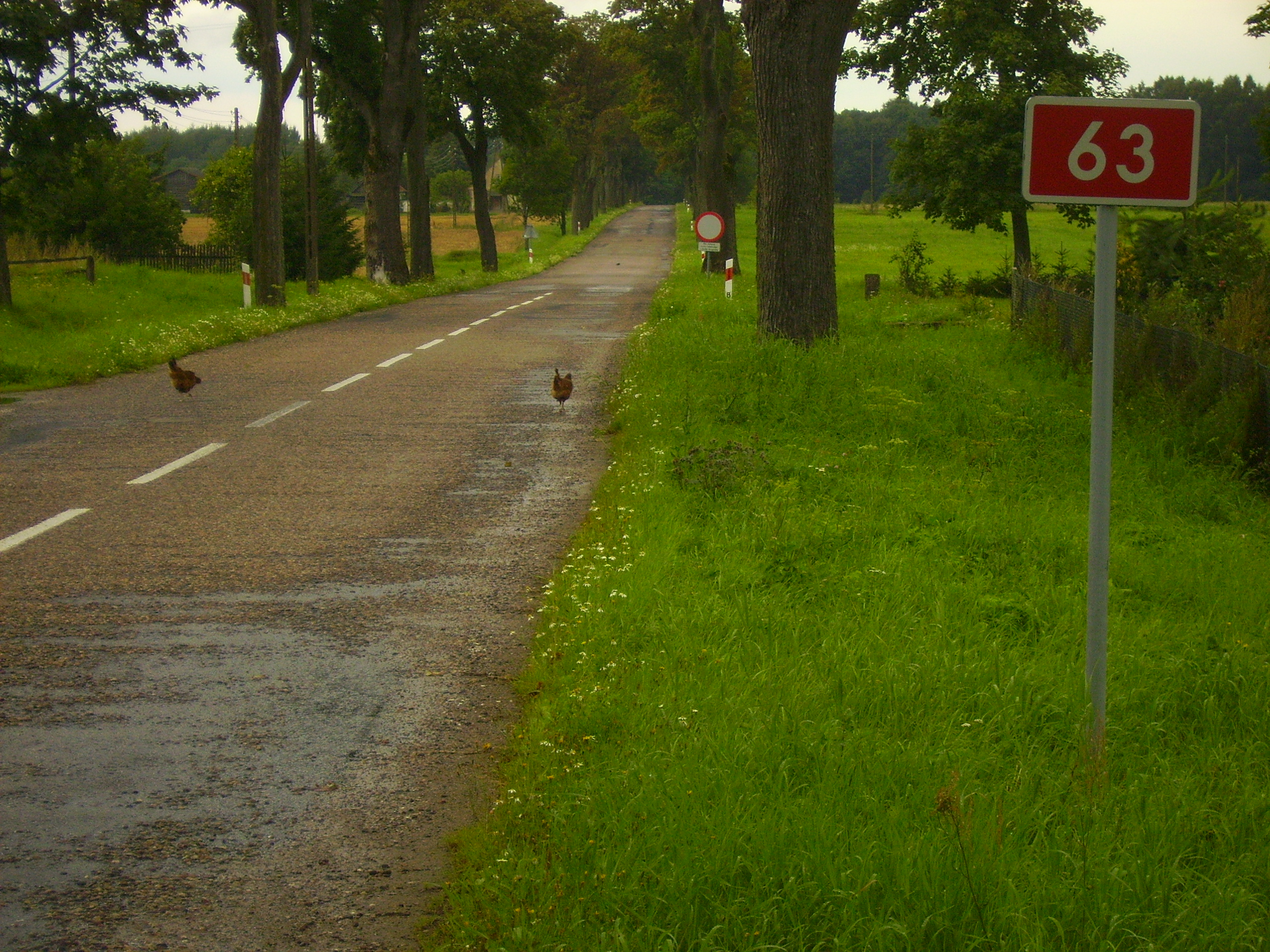
Das Ende der Landesstraße 63 bei Perły vor der Grenze nach Russland

Zwei Kilometer hinter Perły endet die polnische Landesstraße DK 63 vor der polnisch-russischen Staatsgrenze. Auf einer Länge von mehr als 400 Kilometern durchzieht sie den Nordosten Polens und das Gebiet Masurens auf einem Teilstück der einstigen deutschen Reichsstraße 131, die damals über Nordenburg (russisch Krylowo) bis Königsberg (Preußen) (Kaliningrad) – heutige russische A196 (neu = 27A-028) – und weiter bis nach Pillau (Baltijsk) an der Ostsee verlief. Der geplante Grenzübergang Krylowo/Perły wartet schon mehrere Jahre auf seine Errichtung.

### Schiene
Das damalige Perlswalde war vor 1945 Bahnstation an der Bahnstrecke Königsberg–Angerburg. Aufgrund der Grenzziehung wurde der Bahnverkehr unterbrochen und nicht wieder aufgenommen. Auf russischer wie polnischer Seite sind die Bahnlagen an vielen Stellen demontiert. Eine Bahnanbindung Perły besteht demnach nicht.